# Abdera
|  | Per a altres significats, vegeu «Abdera (desambiguació)». |

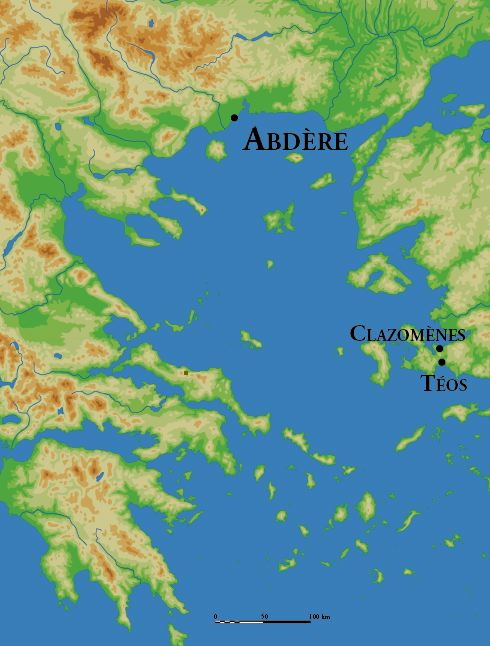
Localització d'Abdera i les seves dues successives metròpolis, Clazòmenes i Teos.

Abdera (en llatí Abdera, en grec antic Ἄβδηρα o Ἄβδηρον) era una ciutat de la costa sud de Tràcia a l'est del riu Nestos (Νέστος).
La llegenda la fa fundada per Hèracles que la va dedicar al seu favorit Abderos, segons diu Estrabó. Més versemblantment, el fundador hauria estat Timesios o Timèsies (Τιμησίας o Τιμήσιος) de Clazòmenes que hi va establir una colònia, a la 31a Olimpíada, o sigui l'any 656 aC. Els tracis el van expulsar d'Abdera. El 541 aC s'hi van establir els habitants de Teos, fugint del general persa Hàrpag i els teans van venerar Timèsies a la ciutat com un heroi, segons diu Heròdot. Cinquanta anys després va rebre al rei Xerxes I en el seu camí cap a Atenes, i va tenir el caríssim honor d'organitzar festes per entretenir-lo Quan va marxar a Pèrsia després de la batalla de Salamina va tornar a passar per la ciutat, i va agrair l'hospitalitat dels seus habitants regalant-los una tiara i una espasa d'or.
Abdera era el límit occidental del regne dels Odrisis, i així ho esmenta Tucídides, al començament de la guerra del Peloponès. El 408 aC la ciutat va ser sotmesa per Trasibul d'Atenes. El 376 aC va endegar una guerra contra la tribu tràcia dels tribal·lis (triballi) que s'havien convertit en la tribu més poderosa, i després d'una victòria inicial, van caure quasi totalment derrotats a la segona batalla i només es van salvar per l'arribada del general atenenc Càbries amb un exèrcit, segons Diodor de Sicília.
Després d'això ja no torna a aparèixer a fets històrics importants. Dominada successivament per Macedònia, Tràcia (Lisímac) i altra vegada Macedònia, va passar a Roma el 168 aC i Plini el Vell diu que era una ciutat lliure. En plena decadència va esdevenir una petita ciutat sota els romans. A l'edat mitjana encara existia sota el nom de Polystylus.
A Abdera van néixer els filòsofs Protàgores, Demòcrit i Anaxarcos. Tot i aquests personatges, a Atenes es considerava que l'aire de la ciutat causava estupidesa, segons Ciceró. A la ciutat es fabricaven amulets.